# Дрізд білосмугий
Дрізд білосмугий (Turdus albicollis) — вид горобцеподібних птахів родини дроздових (Turdidae). Поширений у Південній Америці.

## Поширення
Батьківщиною білосмугого дрозда є Південна Америка, а саме Колумбія, Венесуела, Бразилія, північна Аргентина, Тринідад і Тобаго та Перу. Населяє вологі тропічні ліси та рідколісся.

## Підвиди
- T. a. phaeopygoides Seebohm, 1881 — у північно-східній Колумбії, північній Венесуелі, Тринідаді і Тобаго.
- T. a. phaeopygus Cabanis, 1849 — від східної Колумбії через всю Гвіану до північної Бразилії.
- T. a. spodiolaemus von Berlepsch & Stolzmann, 1896 — від східного Еквадору до західної Бразилії та північної Болівії.
- T. a. contemptus Hellmayr, 1902 — південна Болівія;
- T. a. crotopezus Lichtenstein, MHK, 1823 — східна Бразилія;
- T. a. albicollis Vieillot, 1818 — південно-східна Бразилія та північний Уругвай.
- T. a. paraguayensis (Chubb, C, 1910) — південно-західна Бразилія, Парагвай і північна Аргентина.

## Опис
Дрізд завдовжки приблизно 26 см. Верх голови чорний, пір'я на лобі окантоване біло-коричневим кольором. Решта верхніх частин темно-сірі з оливковими відтінками. Горло білувате з чорними смугами. Груди, черево і підхвостове пір'я світло-жовті. У молодих особин груди смугасті. Крила і хвіст чорні. Дзьоб і ноги жовті.

## Спосіб життя
Білосмугий дрізд харчується в основному безхребетними (особливо комахами) на землі або біля неї. Також споживає фрукти, ягоди та насіння. Він регулярно слідує за армійськими кочівними мурашками, але не відвідує зграї змішаних видів. На більшій частині свого ареалу, особливо в Амазонці, це сором'язливий вид, який чують набагато більше, ніж бачать.
Гніздо — вистелена чашка з гілочок, розташована низько (на висоті 1–9 м) на дереві чи кущі. Відкладає два-три зеленувато-блакитних яйця з червонуватими плямами. Інкубація триває 12-13 днів.